# Metro van Warschau
De Metro van Warschau (Pools: Metro warszawskie) is een van de jongste Europese metronetten, en het enige in Polen. De metro werd in gebruik genomen in 1995 en bestaat uit twee lijnen. De eerste is de noord-zuid-lijn, die het centrum van Warschau verbindt met de dichtbevolkte voorsteden in het noorden en zuiden. De tweede is de oost-west lijn die sinds 2015 in bedrijf is.

## Geschiedenis

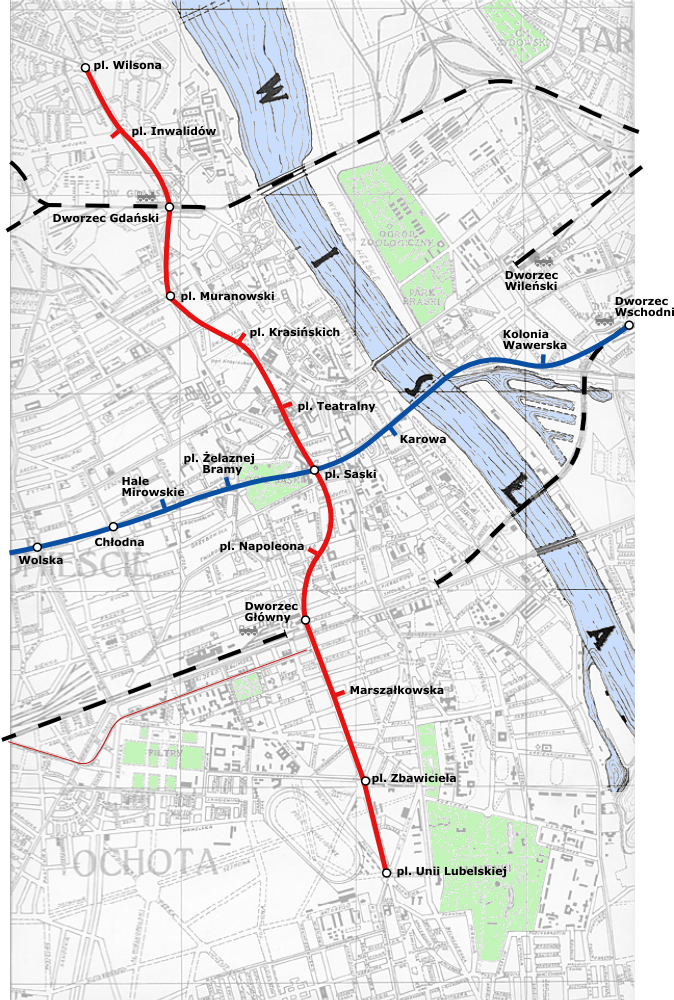
De eerste fase van het geplande netwerk startte in 1938

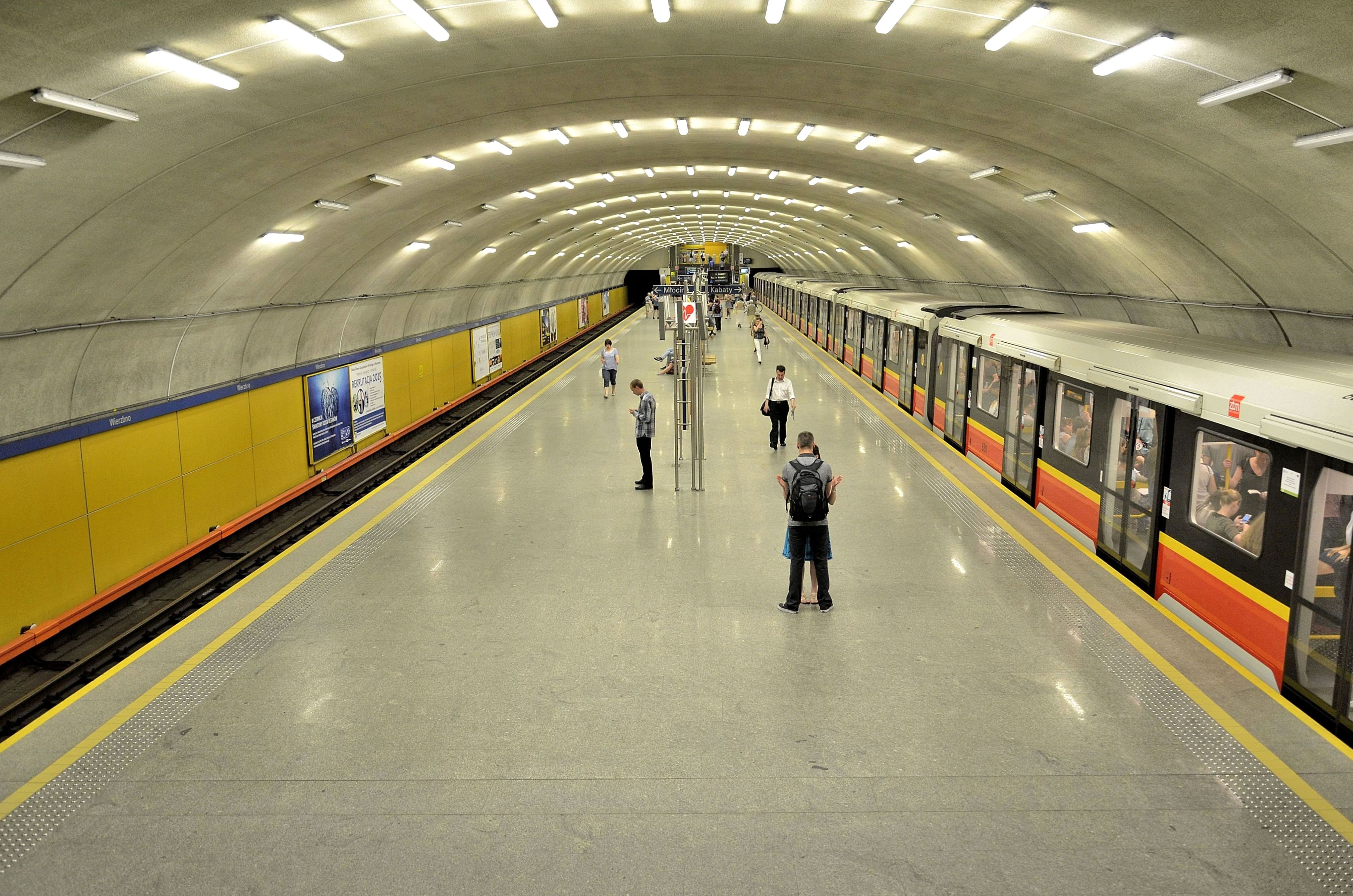
Station Wierzbno

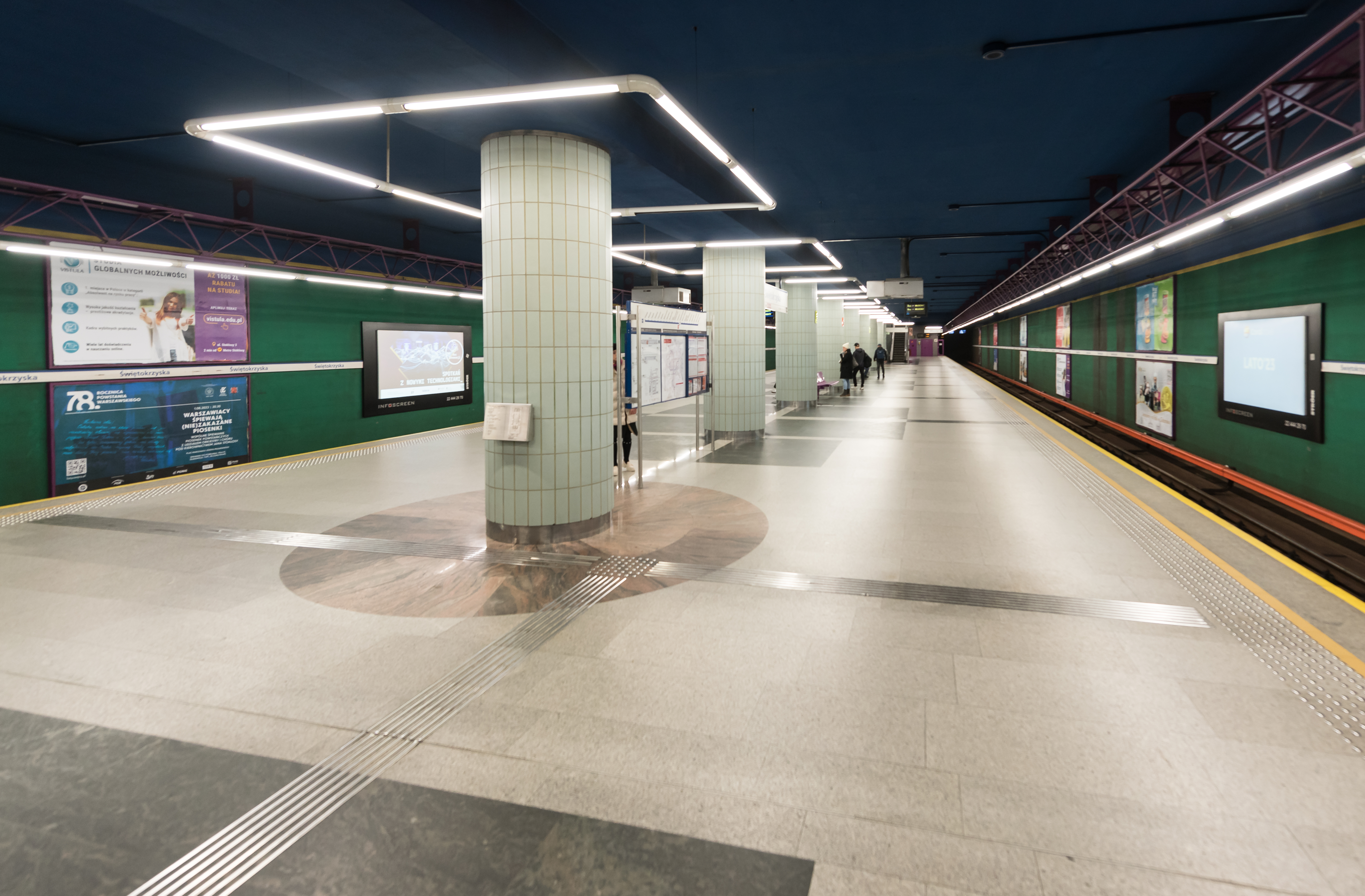
Station Świętokrzyska

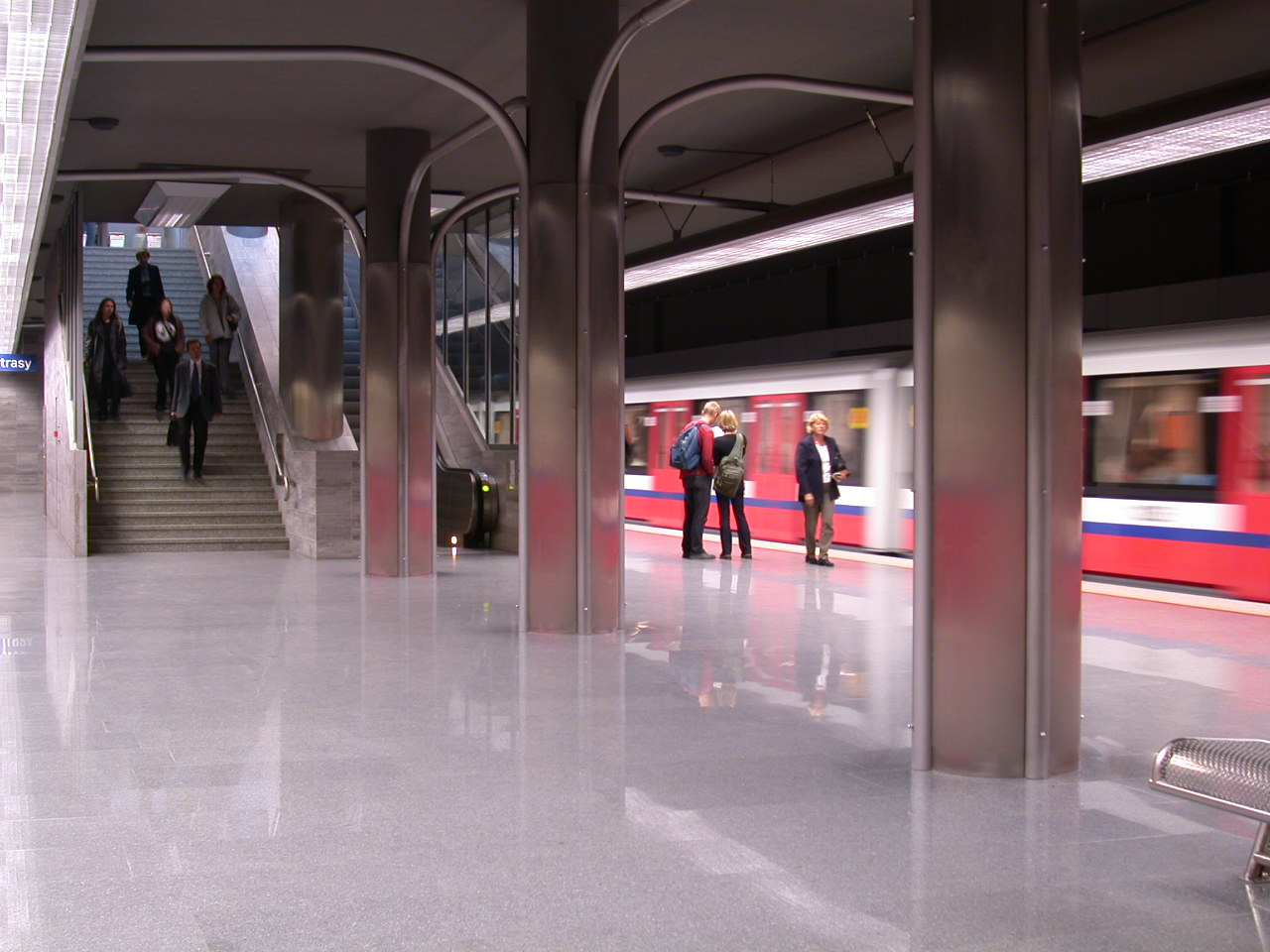
Station Ratusz Arsenal

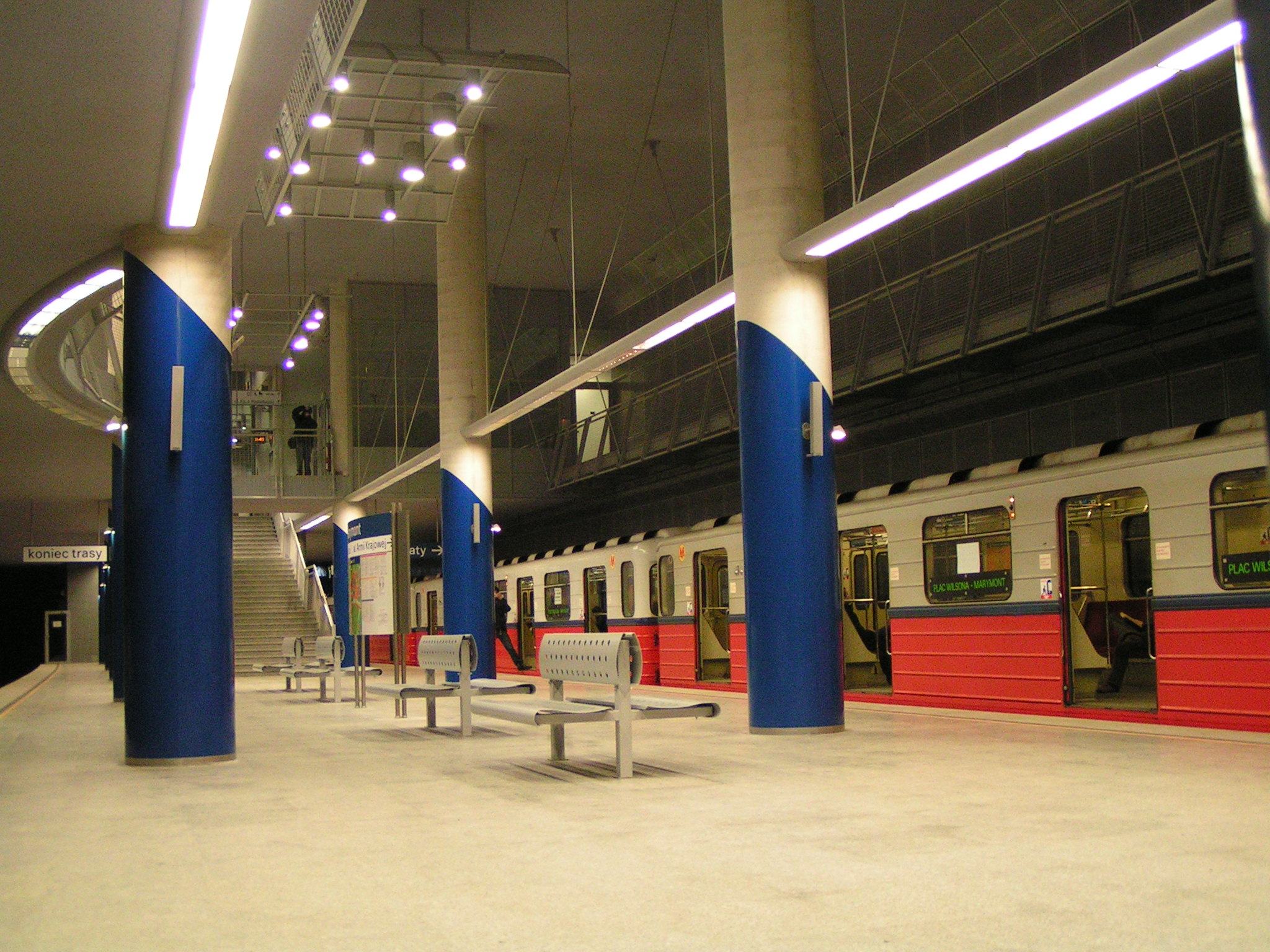
Station Marymont

### Interbellum
Plannen om in Warschau een ondergrondse te bouwen dateren reeds uit 1918, toen Warschau opnieuw hoofdstad van Polen werd. Het netwerk zou de verkeersproblemen in het dichtbebouwde stadscentrum oplossen. 
In 1925 begon de Warschause tramwegmaatschappij met de voorbereidende werkzaamheden voor de aanleg van de metro. In 1927 vonden proefboringen plaats die, ook voor de bouw van de metro in de jaren 80 van de twintigste eeuw, waardevolle informatie opleverden. De bouw zou eind jaren 20 beginnen maar de Grote Depressie vanaf eind 1929 maakte hier een eind aan.
In 1934, na de verkiezing van Stefan Starzyński tot burgemeester, werd een lichtgewijzigd plan aangenomen, bestaande uit twee lijnen:
- Lijn A (noord-zuid, 7,5 km) volgde grotendeels het tracé van de gebouwde metrolijn 1. Zij zou het zuidelijke stadsdeel Mokotów verbinden met het stadscentrum en met de noordelijke wijk Żoliborz. Er was ook een verbinding voorzien met het nieuwgebouwde toenmalige Centraal Station van Warschau (Warszawa Główna) en met de spoorwegtunnel, die de stad van oost naar west doorkruist.
- Lijn B (oost-west, 6,3 km) zou starten in de westelijk wijk Wola en via Pałac Saski en een brug over de Wisła-rivier naar het oostelijke spoorwegstation Warszawa Wschodnia leiden.

De aanleg zou eind jaren 30 beginnen en de opening van de eerste lijn zou midden de jaren 40 plaatsvinden. Het was de bedoeling om het metronet in 35 jaar tot 7 lijnen te laten groeien, met een totale lengte van 46 km. De aanleg begon in 1938 maar werd gestaakt door het uitbreken van de  Tweede Wereldoorlog. De tunnels uit deze periode worden vandaag gebruikt als wijnkelder.

### Koude oorlog
De nieuwe machthebbers na de Tweede Wereldoorlog hadden een andere visie op de ontwikkeling van Warschau. Als ideale communistische stad zou ze gedecentraliseerd worden, waardoor het pendelen naar het stadscentrum zou verminderen. De Warschause wederopbouw dienst (BOS) kwam in 1946 met een ontwerp voor een sneltram (SKM). Dit bestond uit een Noord-Zuidlijn van 20 km, waarvan 6 km ondergronds en de rest in uitgravingen. In 1948 verscheen een nieuw ontwerp waarin de SKM een snelspoor zou worden op 15 meter diepte. Het geplande traject kwam overeen met de geplande uitbreiding van de stad langs de Wisła. Eveneens werd in 1948 een planbureau voor snelvervoer in de stad opgericht. In de jaren 1950 woedde de Koude Oorlog in volle hevigheid en het bureau kwam, in lijn met de strategische plannen van de Sovjets voor een verzekerde verbinding tussen de oevers van de Wisła, met een ontwerp voor een diepgelegen -tot 46 meter onder de grond- metronet. Dit netwerk zou verbonden worden met het spoorwegnet en zou onder andere dienen als ondergrondse verbinding voor troepentransport. In deze plannen zou een eerste lijn van 11 kilometer in de richting noord-zuid liggen, met in het stadscentrum een vertakking over de Wisła. In 1950 besloot de regering tot de aanleg van de diepgelegen metro.
In 1951 startten de werkzaamheden bijna gelijktijdig op 17 verschillende plaatsen op beide oevers van de rivier. In 1953 was 771 meter tunnel gebouwd. Tijdens de periode van detente die volgde op de dood van Jozef Stalin werden de werken stopgezet onder het voorwendsel van technische problemen. De volgende jaren werd enkel voortgewerkt aan een verbindingstunnel en aan een stuk geboorde tunnel. Dit waren experimenten, om uit te zoeken wat de beste tunnelbouwmethode was voor de ondergrond van Warschau (een laag van kleiafzettingen uit het Plioceen onder grondlagen uit het Kwartair). In 1956 werd het plan uit 1950 ingetrokken en de werkzaamheden werden in 1957 gestaakt. Tot 1960 werden de gerealiseerde onderdelen geconserveerd en de diepergelegen tunnels gevuld met water. Ondiepere tunnels werden in gebruik genomen als opslagruimtes.

### Ondiep
Vanaf 1956 werd teruggegrepen naar het oude idee van een ondiep metronetwerk. De planningsfase vorderde echter zeer langzaam, en de economische situatie maakte het onmogelijk om effectief te beginnen met de bouw. In 1960 lag er een nieuw ontwerp dat voorzag in een netwerk van metrolijnen op geringe diepte. Na verschillende uitwerkingen keurde het parlement op 26 januari 1982 de aanleg van de metro goed. Het uitgewerkte ontwerp bestond uit 4 lijnen:
- A : Huta Warszawa – Kabaty
- B : Jelonki – Miedzeszyn
- C : Dworzec Zachodnia – Tarchomin
- D : Bródno – Siekierki

Op 7 juni 1982 sloten de regeringen van Polen en de Sovjet-Unie een overeenkomst voor hulp van de Sovjet-Unie bij de aanleg van de metro. In april 1983 begon de bouw van de eerste tunnels en de eerste lijn zou in 1990 worden geopend. Geldgebrek, slechte planning en bureaucratie zorgden ervoor dat de werken zeer traag vorderden, met een gemiddelde snelheid van 2 meter per dag. Het eerste deel van de metro, bestaande uit 11 stations, werd pas op 7 april 1995 geopend. 

## In bedrijf
Lijn 1, met de lijnkleur blauw, volgt de route van lijn A uit het plan en bestaat sinds oktober 2008 uit 21 stations over een lengte van 23,1 km. Het eerste deel van lijn 2 werd op 8 maart 2015 geopend tussen Rondo ONZ en Dworzec Wileński. Deze lijn, met rood als lijnkleur, volgt ten westen van de Wisła de route van lijn B uit het plan. Ten oosten van de Wisła loopt de lijn vanaf Stadion Narodowy richting Tarchomin in het noorden en niet, zoals het plan voor lijn B, naar Miedzeszyn in het zuiden. Op 15 september 2019 volgde een verlenging ten noorden van Dworzec Wileński en op 4 april werd ook de eerste verlenging naar het westen geopend. Op 30 juni 2022 volgde een volgende westelijk tracé van Księcia Janusza tot Bemowo. Het deel van de geplande lijn B tussen Stadion Narodowy en Miedzeszyn zal worden gebouwd als eerste deel van lijn 3. 

### Chronologie
| Segment                               | Datum             | Lengte (km) |
| ------------------------------------- | ----------------- | ----------- |
| Kabaty-Politechnika                   | 7 april 1995      | 11,0        |
| Politechnika-Centrum                  | 26 mei 1998       | 1,4         |
| Centrum-Ratusz Arsenał                | 11 mei 2001       | 1,7         |
| Ratusz Arsenał-Dworzec Gdański        | 20 december 2003  | 1,5         |
| Dworzec Gdański-Plac Wilsona          | 8 april 2005      | 1,5         |
| Plac Wilsona-Marymont                 | 29 december 2006  | 0,9         |
| Marymont-Słodowiec                    | 23 april 2008     | 1,0         |
| Słodowiec-Młociny                     | 25 oktober 2008   | 3,0         |
| Rondo Daszyńskiego – Dworzec Wileński | 8 maart 2015      | 6,3         |
| Dworzec Wileński – Trocka             | 15 september 2019 | 3,1         |
| Rondo Daszyńskiego – Księcia Janusza  | 4 april 2020      | 3,4         |
| Totaal:                               | 34 stations       | 35,5 km     |

## Toekomstige uitbreidingen
- Lijn M1 : Plac Konstytucji en Muranów zijn twee stations op de reeds bestaande lijn, maar waarvan de bouw werd uitgesteld om de kosten te beperken. Zij zouden opengesteld worden in 2009, maar de bouw ervan moest eind 2008 nog beginnen.[8]
- Lijn M2 : het eerste, centrale gedeelte[9] zal 7 stations tellen: Rondo Daszyńskiego, Rondo ONZ, Świętokrzyska, Nowy Świat, Powiśle, Stadion and Dworzec Wileński. De lijn duikt onder de Wisła tussen de stations Powiśle en Stadion. De fondsen voor dit gedeelte werden verkregen van de Europese Unie. Het oorspronkelijke plan, om deze sectie klaar te hebben voor Euro 2012 zijn te optimistisch gebleken. Deze lijn zal gebouwd worden met een andere boortechniek dan de eerste lijn, waardoor de bouw heel wat sneller zal verlopen. In totaal zal deze lijn 28 stations tellen.

## Kaartjes
Kaartjes voor de metro van Warschau worden niet verkocht door de vervoersmaatschappij, maar door postkantoren en krantenwinkels. De kaartjes zijn geldig voor het hele openbaar-vervoer-netwerk van de stad : metro, bus, tram en sommige voorstadstreinen.
Naast kaartjes voor een enkele reis zijn er dag- of weekpassen, en voorafbetaalde rittenkaarten die 3 maanden geldig zijn.

## Rollend materieel
Al het rollend materieel wordt gestald in een remise ten zuiden van het station Kabaty. De remise en het spoorwegstation Warszawa-Okecie zijn verbonden met een enkelsporige, niet-geëlektrificeerde lijn. Deze wordt enkel gebruikt voor het aan- en afvoeren van rollend materiaal.
De eerste metrostellen waren van Russische makelij. Zij werden in 1990 geschonken door de Sovjet-Unie vanuit de Vagonmash-fabriek in Mytisjtsji (bij Moskou) (10 rijtuigen model 81-717.3/714.3). 32 stellen werden geleverd vanuit de Yegorov-fabrieken in Sint-Petersburg in 1994 (model 81-572/573), en nog eens 18 stellen in 1997 (model 81-572.1/573.1).
In 1998 werden 108 stellen besteld bij Alstom, met levering tot 2005. 24 van deze stellen zijn gebouwd in Barcelona, de overige 84 in Chorzów. In 2006 werden bijkomende stellen besteld in Rusland, met levering in 2007, voor het verlengen van de bestaande rijtuigen van Russische makelij.
Op het netwerk rijden op dit moment 33 treinstellen. 15 daarvan bestaan uit Russische rijtuigen, de overige 18 uit Alstom-stellen. De twee types van rijtuigen zijn niet compatibel, en kunnen dus niet gebruikt worden in dezelfde trein.
Op 2 februari 2011 werd bekend dat bij een consortium bestaande uit de Poolse Neweg en Siemens 35 metrotreinen zijn besteld. Deze treinen bestaan uit zes delen die vanaf eind 2012 worden geleverd.